# A Verdade sobre Pelé: As Fantasias, os Exageros, o Mito e a História de um Desertor
A verdade sobre Pelé: as fantasias, os exageros, o mito e a história de um desertor, ou simplesmente A verdade sobre Pelé, é um livro de 1975, escrito por De Vaney e lançado com o selo da "Editora Ypiranga".
Engasgado com o fato de Pelé ter se recusado a disputar a Copa do Mundo FIFA de 1974, o autor, um jornalista santista que acompanhou de perto toda a carreira de Pelé, resolveu abrir seu arquivo para levantar dados estatísticos e históricos na tentativa de provar que Pelé, além de grande jogador, também era produto de marketing.
O livro, que teve uma tiragem de 4 mil exemplares, começou a ser vendido em bancas, mas foi recolhido em duas semanas, sem ninguém jamais explicar ao autor o motivo do sumiço. Por isso, a obra virou raridade bibliográfica.
É, também, o primeiro livro esportivo apreendido no mercado editorial brasileiro.